# Edward Hardwicke
Edward Hardwicke (ur. 7 sierpnia 1932 w Londynie, zm. 16 maja 2011 w  Chichesterze) – brytyjski aktor, najlepiej znany z roli Doktora Watsona w serialach i filmach o przygodach Sherlocka Holmesa.

## Młodość i początki kariery
Edward Hardwicke urodził się w Londynie jako syn Sir Cedrica Hardwicke'a oraz Heleny Pockard. Rozpoczął swoją karierę w Hollywood w wieku 10 lat, grając w filmie Vicotra Fleminga A Guy Named Joe małą rolę George'a (gwiazdą produkcji był Spencer Tracy). Następnie Hardwicke wrócił do Anglii, gdzie uczęszczał do Stowe School. Odbył służbę wojskową jako oficer lotnictwa w Royal Air Force. Potem uczęszczał do Royal Academy of Dramatic Art.

## Kariera teatralna
Hardwicke występował w Bristol Old Vic, Oxford Playhouse, oraz Nottingham Playhouse, przed rozpoczęciem pracy w Royal National Theatre w 1964 roku. Grał tam regularnie przez siedem lat, pojawiając się w takich sztukach jak Otello, Czarownice z Salem czy Idiota. W 1977 powrócił tam, aby zagrać w The Lady from Maxim's.
W 1973 wcielił się w Doktora Astrowa w sztuce Antona Czechowa Wujaszek Wania wystawianej w Bristol Old Vic. W 2001 roku odegrał rolę Arthura Winslowa w The Winslow Boy.

## Kariera telewizyjna
Aktor stał się znany publiczności telewizyjnej dzięki roli w serialu Colditz, gdzie grał Pata Granta, postać opartą na autentycznym bohaterze wojennym, Patcie Reid. Następnie grał Arthura w sitcomie My Old Man. W 1978 Hardwicke pojawił się jako Bellcourt w ostatnim sfilmowanym odcinku The Sweeney pod tytułem "Hearts and Minds". David Burke zasugerował, aby Hardwicke został jego następcą w roli doktora Watsona w adaptacjach opowieści o Sherlocku Holmesie, serialu Powrót Sherlocka Holmesa produkowanym przez Granada Television u boku Jeremy'ego Bretta. Hardwicke grał w tej roli przez osiem lat (1986 - 1994) i był z nią utożsamiany przez wiele lat swojej późniejszej kariery. Również grając ją w sztuce teatralnej na West End wraz z Brettem w Tajemnicy Sherlocka Holmesa (1989). W tym samym roku wyreżyserował również Going On Charlesa Dennisa na Edinburgh Fringe Festival.

## Kariera filmowa
Karierę filmową rozpoczął w roku 1942 niewielką rolą w filmie Vicotra Fleminga A Guy Named Joe. Hardwicke na dużym ekranie pojawił się m.in. w filmie Oliver Twist w reżyserii Romana Polańskiego z 2005 roku, gdzie zagrał pana Brownlowa, czy też w filmie Szkarłatna litera lub Ryszard III. Odegrał również epizod w obrazie To właśnie miłość.
Podkładał głos w wielu grach video min. w Tomb Raider: Anniversary, Fable III lub Napoleon: Total War

## Życie prywatne
Edward Hardwicke był dwukrotnie żonaty. Jego pierwszą żoną od 1957 roku była Anne Iddon (zm. 2000). Z tego związku miał dwie córki Kate i Emma. Po rozwodzie drugi raz wstąpił w związek małżeński w roku 1995 z Prim Cotton; trwał on aż do jego śmierci. Z drugiego związku urodziła się córka Claire. 
Hardwicke zmarł w szpitalu w 2011 roku. Przyczyną śmierci był rak, z którym zmagał się w ostatnich latach swojego życia. 
Miał 78 lat.